# (1250) Галантус
(1250) Галантус (лат. Galanthus) — астероид внешней части главного пояса, который был обнаружен 25 января 1933 года немецким астрономом Карлом Вильгельмом Рейнмутом, работавшим в Гейдельбергской обсерватории. Получил имя по названию цветка подснежник (лат. Galanthus).
Период обращения астероида вокруг Солнца составляет 4,081 года.